# Lista real de Carnaque

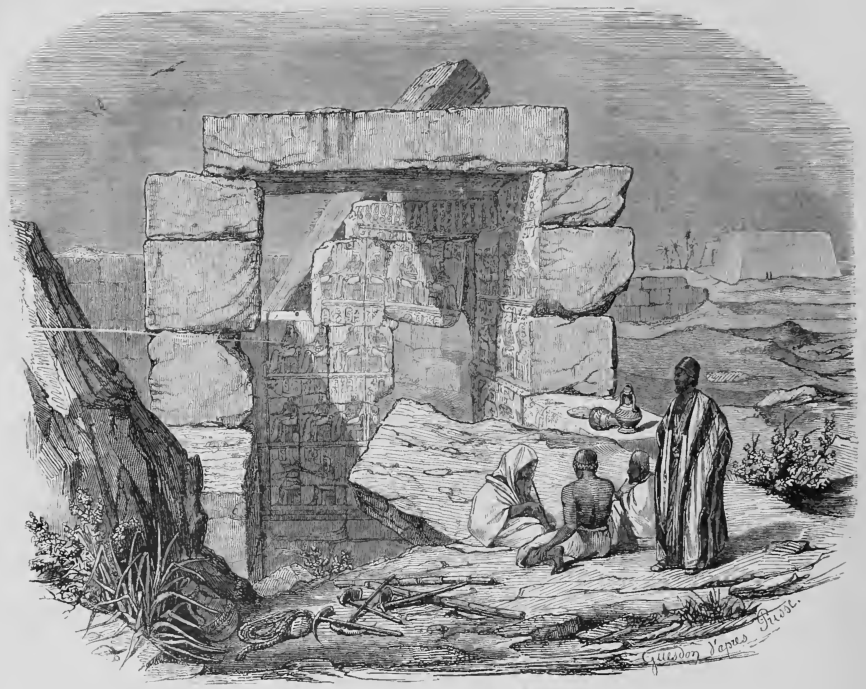
Desenho do local da lista, em 1843

A Lista Real de Carnaque é uma lista de antigos faraós egípcios gravada em pedra, descoberta no canto sudoeste do Salão de Festas de Tutemés III, no meio do Recinto de Amon-Rá, no Complexo de Templos de Carnaque, na atual Luxor, Egito. Composta durante o reino de Tutemés III, a lista exibe um total de sessenta e um nomes de faraós a partir de Seneferu do Império Antigo. Somente os nomes de trinta e nove faraós continuam legíveis, e um deles não foi escrito em cartucho (uma espécie de borda normalmente desenhada ao redor do nome).
A lista não é um registro completo de todos os faraós egípcios, uma vez que outros reis e/ou líder foram citados por outras listas antigas, mas a mesma é importante por conter os nomes de faraós do Primeiro e  Segundo Período Intermediário, que foram normalmente omitidas por outras listas reais.
Foi descrita pela primeira vez por James Burton em 1825. Em 1843, uma expedição alemã dirigida pelo egiptólogo Karl Richard Lepsius estava viajando pelo rio Nilo até Karnak. Um aventureiro francês, Émile Prisse d'Avennes, desmantelou e roubou os blocos que continham a lista dos faraós uma noite, a fim de garanti-los à França, e levou-os para casa. Gravemente danificado, está agora em exibição no Louvre em Paris.

## Representação da lista

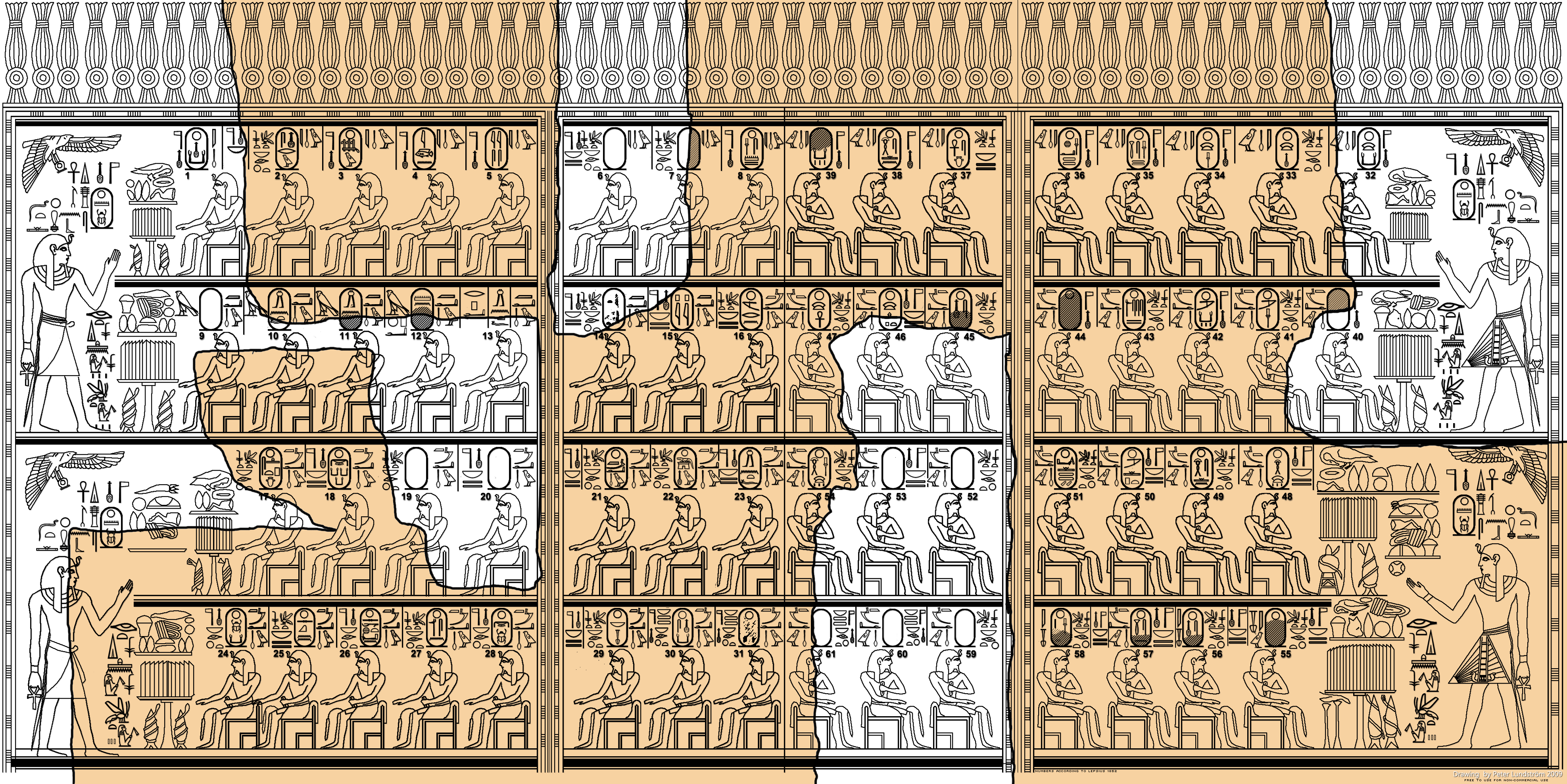
Desenho da Lista Real de Carnaque. As partes coloridas foram preservados com alguma degradação do material original, enquanto as brancas foram devidamente conservadas

## Descrição da lista
A lista exibe o nome do Faraó seguido pelo atual inscrito na lista. A lista se divide em três seções e se divide no centro. A numeração segue Lepsius, contando dos lados para o centro.
| Lado esquerdo             | Lado esquerdo        | Lado direito           | Lado direito         |
| Linha superior            | Linha superior       | Linha superior         | Linha superior       |
| Faraó                     | Nome escrito         | Faraó                  | Nome escrito         |
| ------------------------- | -------------------- | ---------------------- | -------------------- |
| 1. Desconhecido           | Nefer-ka-re          | 32. Sesóstris III      | Kha-ka-re            |
| 2. Seneferu               | S-neferu             | 33. Sebecotepe IV      | Kha-nefer-re         |
| 3. Sefrés                 | Sahu-re              | 34. Neferotepe I       | Kha-sekhem-re        |
| 4. Niuserré               | Ini                  | 35. destruído          | destruído            |
| 5. Tanquerés              | Isesi                | 36. Sebecotepe I       | Sekhem-re-khu-tawy   |
| 6. destruído              | destruído            | 37. Amenemés VI        | S-ankh-ib-re         |
| 7. destruído              | destruído            | 38. Nebiryraw I        | Se-wadj-en-re        |
| 8. Tutemés I              | Sekhem-re-semen-tawy | 39. Desconhecido       | ...kau(re)           |
| Segunda linha             |                      |                        |                      |
| Faraó                     | Nome escrito         | Faraó                  | Nome escrito         |
| 9. destruído              | destruído            | 40. destruído          | destruído            |
| 10. Intefe II?            | Intefe               | 41. Neferhotep II      | Mer-sekhem-re        |
| 11. Intefe I?             | In...                | 42. Sebecotepe VII     | Mer-kau-re           |
| 12. Mentuotepe I?         | Men...               | 43. Sebecotepe VIII?   | Se-user-tawy         |
| 13. Intefe I?             | Intefe               | 44. Desconhecido       | ...re                |
| 14. Desconhecido          | Teti                 | 45. Desconhecido       | Senefer..re          |
| 15. Desconhecido          | Pepi                 | 46. Sebecotepe VI      | Kha-hotep-re         |
| 16. Merenre Nemtyemsaf I? | Mer-en-re            | 47. Sebecotepe II      | Kha-ankh-re          |
| Terceira linha            |                      |                        |                      |
| Faraó                     | Nome escrito         | Faraó                  | Nome escrito         |
| 17. Amenemés I            | Se-hotep-ib-re       | 48. Rahotep            | (Sekhem)re Wahkhaure |
| 18. Amenemés II           | Nebu-ka-re           | 49. Sewahenre Senebmiu | Se-wah-en-re         |
| 19. destruído             | destruído            | 50. Sebecotepe V       | Mer-hotep-re         |
| 20. destruído             | destruído            | 51. Wegaf              | Khu-tawi-re          |
| 21. Amenemés IV           | Maat-khe-ru-re       | 52. destruído          | destruído            |
| 22. Neferusebeque         | neferu-Sobeque       | 53. destruído          | destruído            |
| 23. Sehetepkare Intef?    | Intefe               | 54. Sobequensafe I     | Sekhem-re-wadj-khau  |
| Linha inferior            |                      |                        |                      |
| Faraó                     | Nome escrito         | Faraó                  | Nome escrito         |
| 24. Sesóstris I           | Kheper-ka-re         | 55. Desconhecido       | ...re                |
| 25. Sekenenrpe Taá        | Se-qen-en-re         | 56. Sesóstris IV?      | Senefer..re          |
| 26. Senakhtenré Amósis    | Se-nakht-en-re       | 57. Desconhecido       | Sewadj..re           |
| 27. Bebiankh              | Se-user-en-re        | 58. Desconhecido       | Sekhem..re           |
| 28. Nubkheperre Intef     | Nub-kheper-re        | 59. destruído          | destruído            |
| 29. Mentuotepe II         | Neb-hepet-re         | 60. destruído          | destruído            |
| 30. Mentuotepe III        | Se-nefer-ka-re       | 61. destruído          | destruído            |
| 31. destruído             | destruído            |                        |                      |

## Galeria
| Fotos detalhadas da lista atualmente, no Museu do Louvre |
| Fotos detalhadas da lista atualmente, no Museu do Louvre |